# Query Management Facility
Query Management Facility, ou QMF, est un outil développé par IBM pour DB2.